# 鲤南镇
鲤南镇位于中国福建省莆田市仙游县，是其下辖的一个镇。当地人口58070人，地域面积42.88平方千米，含耕地1.2万亩，林地1.36万亩。鲤南镇共管辖2个社区与16个行政村。

## 行政区划
鲤南镇下辖以下地区：
柳坑社区、湘泉社区、霞苑村、涵井村、仙安村、下楼村、大坂村、平原村、象运村、象林村、象坂村、西埔村、温泉村、圣泉村、玉田村、玉塔村、横塘村和东山村。